# フィーチャーコンプリート
ソフトウェアのフィーチャーコンプリート (feature complete)バージョンは、計画された主要機能がすべて実装された段階であり、バグ、パフォーマンス、または安定性の問題は含まれており、まだ最終版ではない。 主要機能実装完了の状態。これは、ソフトウェア開発のアルファテストの最後で発生する。
通常、フィーチャーコンプリートされたソフトウェアは、リリース候補に移行する前に、ベータテストとバグ修正、パフォーマンスと安定性の向上を行い、最終的にはゴールドステータスとなる。